# Boringdon Hall
Boringdon Hall  est un manoir du XVIe siècle classé Grade I  dans la paroisse de Colebrook, à environ trois kilomètres au nord de Plympton, Devon.

## Description
Selon John Britton (1771-1857), les parties les plus anciennes de la maison actuelle auraient été construites vers le milieu du XIVe siècle. Britton pense que le porche d'entrée principal, composé d'un arc en plein cintre, avec des moulures de câble de style normand, est d'une date ancienne, apporté d'une église voisine, ou même du château de Plympton. En raison de modifications ultérieures, le bâtiment est difficile à dater avec précision et Pevsner le déclare "irritant pour l'historien" car il incorpore une multitude d'éléments et de matériaux d'époque importés, lui donnant "une patine instantanée superficiellement convaincante".
La maison est décrite par Polwhele au XVIIIe siècle comme "ruineuse". Vers 1800, toute la rangée à l'est du porche d'entrée est démolie et en 1980, seuls les murs étaient debout. En 1986, la restauration du bâtiment commence à la fin de laquelle il a été utilisé comme hôtel.

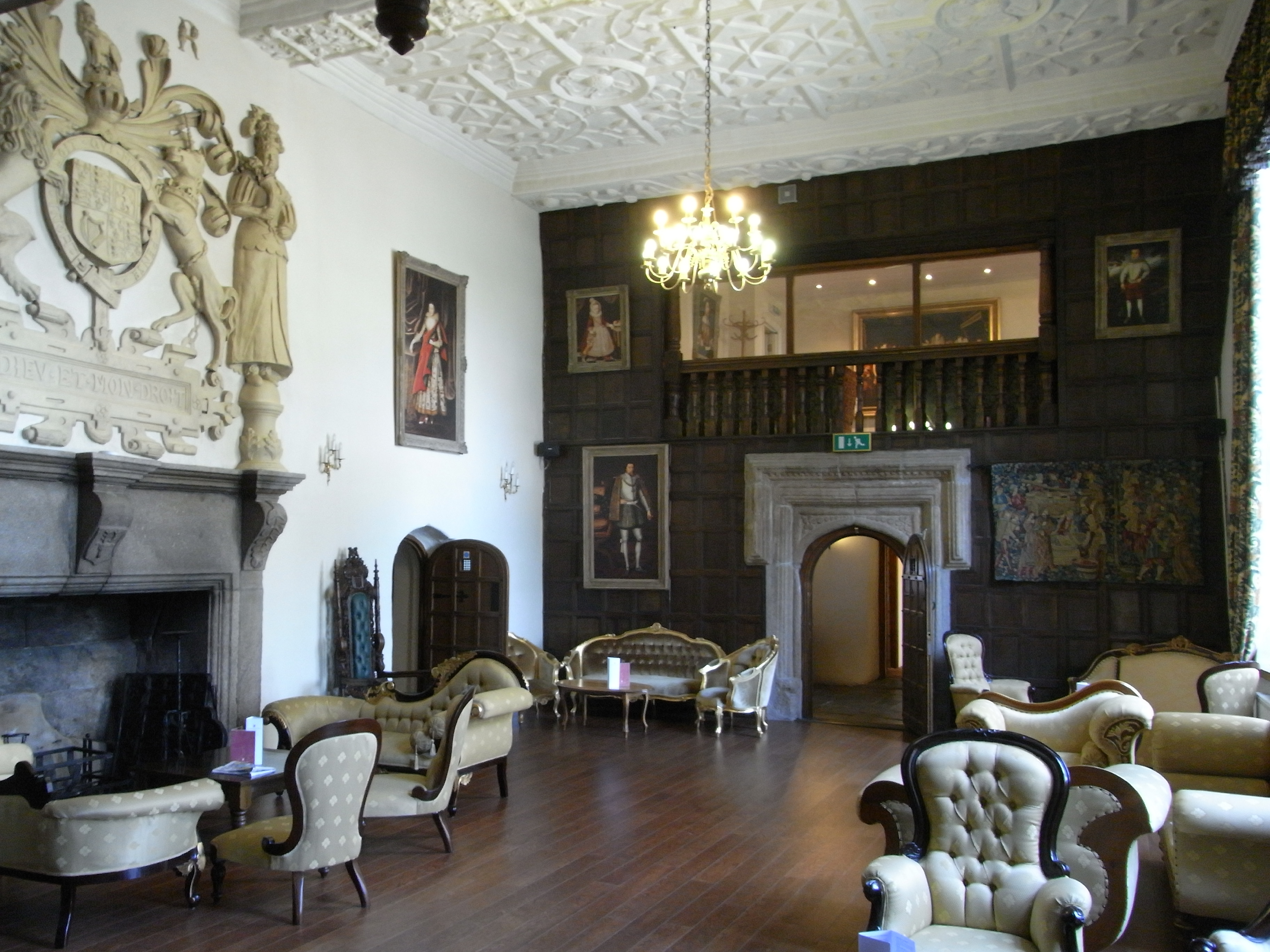
La grande salle

La grande salle à double hauteur subsiste en grande partie intacte et est située à gauche du passage des écrans maintenant perdu en entrant dans le porche. Deux fenêtres à double hauteur sont situées sur le côté sud de la salle, tandis que sur le côté nord se trouve la grande cheminée en granit, sur le linteau de laquelle sont sculptées les armes de Parker, et au-dessus de laquelle sur le manteau de la cheminée se trouve un très grand ornement représentation en plâtre des armoiries royales du roi Charles Ier (1625-1649), datée de 1640. De chaque côté des armes se trouve une figure féminine plus grande que nature, à gauche du spectateur, La paix, et à droite la figure de l'abondance, tenant une corne d'abondance.
Beaucoup de cadres de porte sont en granit, mais ne sont pas dans leur position d'origine, par exemple celui qui forme maintenant l'entrée de la grande salle depuis le passage des écrans, qui a été supprimé, se trouvait autrefois dans la salle sud-est, où il servait de cheminée . Le plafond en plâtre orné de la grande salle est considéré par Pevsner comme un pastiche moderne, quoique bien exécuté. A chaque extrémité du hall se trouve une galerie.
Boringdon Arch, un arc de triomphe de style romain conçu par Robert Adam, est construit en 1783 sur le chemin reliant Boringdon Hall à Saltram House appartenant à la même famille. Il est situé à environ 1 mile à l'ouest de Boringdon Hall à l'entrée du Boringdon Park Golf Club à Plymbridge Road. Elle est classée grade II et est mise en vente en 2014, mais aucun acheteur n'a été trouvé. Il est en mauvais état et figure sur le registre du patrimoine anglais en péril.

## Histoire
Vers 956, le roi saxon Edgar (959-975) accorde les manoirs royaux de Boringdon et Wembury au prieuré de Plympton de Saint-Pierre. À la suite de la dissolution des monastères, le roi Henri VIII accorde Boringdon à Thomas Wriothesley (1er comte de Southampton). En 1549, Wriothesley vend le manoir à Richard Mayhew (ou "Mayhowe", etc.), gentilhomme, de Tavistock, Devon. En 1582, la petite-fille de Richard Mayhew, Frances Mayhew, fille et héritière de Jeronemy Mayhew, épouse John Parker (1563–1610) de North Molton dans le nord du Devon .
Boringdon reste la propriété de la famille Parker, plus tard barons Boringdon et comtes de Morley, jusqu'au XXe siècle. John Parker et sa femme, l'héritière Mayhew, achèvent le remodelage de la maison en 1587. La famille agrandit le village voisin de Colebrooke pour loger ses ouvriers agricoles. Pendant la guerre civile, les Parkers restent fidèles au roi et les soldats de Cromwell démolissent toute la partie de la maison à l'est du porche d'entrée et du passage des écrans, reconstruite au XXe siècle. Il est possible que ce soit la maison dans laquelle Charles Ier lui-même ait séjourné le 11 novembre 1642, date à laquelle il est enregistré comme «étant à Colebrook» . En 1712, les Parker acquièrent le manoir voisin de Saltram sur lequel ils construisent Saltram House, décrite par Pevsner comme "la maison la plus impressionnante du Devon", qui devient leur résidence principale. Boringdon commence sa période de déclin et sert de ferme dans les années 1920, bien que toujours détenue par la famille Parker.
En 1951, les Parker doivent payer d'importants droits de succession à la suite du décès d'Edmund Robert Parker, 4e comte de Morley (1877–1951) et en 1957 donnent Saltram avec tout son contenu et 291 acres, apparemment avec Boringdon, au National Trust tenant lieu d'impôt. Le National Trust n'a cependant pas gardé Boringdon longtemps et le vend à Paul Chapman qui le convertit en hôtel. Il subit un incendie majeur en mars 1989.
En janvier 2011, la propriété est mise en vente pour 3 millions de livres sterling. Elle se compose d'un hôtel de 41 chambres, de 4 salles de banquet et de 7 acres de terrain. Il est acheté par la chaîne d'hôtels Nettleton Collection.